# Frota Naval Militar da União Soviética
A Frota Naval Militar da União Soviética (em russo:  Военно-морской флот СССР, transl. Voyenno-morskoy flot SSSR), era parte integrante das Forças Armadas da URSS responsável pela guerra naval. Muitas vezes referida como Frota Vermelha (em russo:  Красный флот, transl. Krasnyi flot), a Marinha Soviética representou grande parte do planejamento estratégico da União Soviética no caso de um conflito com a superpotência adversária, os Estados Unidos, durante a Guerra Fria (1945-1991). A Marinha Soviética desempenhou um grande papel durante a Guerra Fria, quer confrontando a Organização do Tratado do Atlântico Norte (OTAN) na Europa Ocidental, quer projetando poder para manter a sua esfera de influência na Europa Oriental.
A Marinha Soviética estava dividida em quatro frotas principais: Frotas do Norte, do Pacifico, do Mar Negro e do Mar Báltico. Adicionalmente tinha um comando autónomo, a Base Naval de Leningrado, e a Flotilha do Mar Cáspio, que era semi-independente. Esta foi seguida por uma frota maior, o 5º Esquadrão, no Mar Mediterrâneo. Adicionalmente tinha outros componentes que incluíam a Aviação Naval, Infantaria Naval e a Artilharia de Costa; a qual incorporavam baterias de misseis.
A Marinha Soviética foi formada a partir dos remanescentes da Marinha Imperial Russa durante a Guerra Civil Russa. Após a dissolução da União Soviética em 1991, a Federação Russa herdou a maior parte da Marinha Soviética e reformou-a na Marinha Russa, com partes menores tornando-se a base para as marinhas dos novos Estados pós-soviéticos independentes.

## História
A Frota Naval Militar foi formada em 1917 com base no que restava da Marinha Imperial Russa. Num primeiro momento, entre os danos sofridos durante a Revolução de 1917, a Guerra Civil Russa e a revolta de Kronstadt, em que um grande número de marinheiros desertaram (seja para lutar nos Exército Vermelho ou Branco ou simplesmente para sair), a par com as primeiras purgas sobre os oficiais, quase levaram ao desaparecimento efectivo da Marinha, e a uma incompleta inoperância.
Por decreto do Soviete de 1918, a Marinha soviética tomou o nome de "Marinha Vermelha dos Operários e Camponeses" (em russo:  Рабоче-Крестьянский Красный флот, transl. Raboche-Krest'yansky Krasny Flot,  ou RKKF), numa clara analogia com o que se sucedia em terra com o Exército. Finda a Guerra Civil, o estado dos navios sobreviventes era tão degrado que a URSS optou por os vender como sucata à Alemanha. Apesar da Frota do Báltico ter ficado reduzida a 3 couraçados praticamente inoperacionais, 2 cruzadores, cerca de dez contratorpedeiros e alguns submarinos, continuava a ser no entanto uma força naval significante, que a par da Frota do Mar Negro providenciaram as bases para um expansão, ao que se juntavam cerca de 30 pequenas flotilhas fluviais. Com as atenções viradas para o interior das suas fronteiras, e o fortalecimento do poder do PCUS, a Marinha continuou negligenciada e fora dos planos de rearmamento ou investimento. Um sinal de como a URSS não se via nessa data com aspirações marítimas foi a sua ausência no Tratado Naval de Washington.
Com a industrialização da União Soviética, da década de 1930, a marinha foi pela primeira vez alvo de investimentos maciços, que iram fazer dela no futuro uma das marinhas mais poderosas do mundo.